# Uskok Blanco

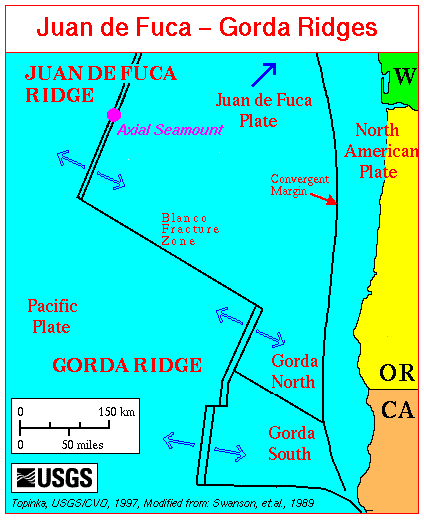
Uskok Blanco pomiędzy Grzbietem Gorda i Juan de Fuca

Uskok Blanco (ang. Blanco Fracture Zone, Blanco Fault Zone, Blanco Transform Fault Zone (BTFZ)) – uskok transformacyjny znajdujący się w północno-wschodniej części Oceanu Spokojnego.
Należy do pacyficznego systemu rozłamów skorupy ziemskiej, ciągnącego się wokół Oceanu Spokojnego, łącząc leżący na północnym zachodzie Grzbiet Juan de Fuca ze znajdującym się na południowym wschodzie Grzbietem Gorda. Jego długość wynosi 350 km.
Oddziela leżącą na północnym wschodzie płytę Juan de Fuca od płyty pacyficznej.
Rozwój uskoku Blanko spowodował rozdzielenie i rozsunięcie grzbietów Juan de Fuca i Gorda, których odległość stale rośnie. O aktywności sejsmicznej uskoku świadczy liczba 43 trzęsień ziemi o M>3,8, zanotowana w ciągu 5 lat.